# John Pulman
John Pulman, angleški igralec snookerja, * 12. december 1923, † 25. december 1998.
Pulman je dominiral šport v 60. letih.

## Kariera
Pulman se je leta 1955 prvič prebil v finale World Matchplaya, kjer je moral priznati premoč Fredu Davisu. Davis ga je v finalu premagal tudi naslednje leto, po Davisovi upokojitvi pa je leta 1957 Pulman le osvojil World Matchplay, ki so ga tedaj priredili zadnjič. Leta 1964 so nato znova uvedli Svetovno prvenstvo in Pulman je slavil že prvo leto vnovične uvedbe. Naslov je nato ubranil šestkrat zapored (dobil je vseh sedem dvobojev proti izzivalcem, kajti prvenstva tedaj de facto ni bilo), zadnjič je bil svetovni prvak leta 1968.
Leta 1969 so nato spremenili sistem tekmovanja in Svetovno prvenstvo je postalo turnir na izpadanje, kar se danes splošno obravnava za začetek moderne dobe v zgodovini športa. Pulmanu ni uspelo ubraniti naslova, saj je prvo prvenstvo na izpadanje dobil John Spencer, ki je v četrtfinalu izločil tudi Pulmana. Naslednje leto, 1970, je svetovni prvak prvič postal Valižan Ray Reardon, ki je v finalu porazil Pulmana z izidom 37-33. Pulman je tedaj še zadnjič nastopil v finalu Svetovnega prvenstva.
Pulman je svojo poklicno pot končal leta 1982 in se pridružil britanski televizijski hiši BBC kot komentator prenosov snookerja. Približno v času upokojitve pa je postal tudi sodelavec televizijske hiše ITV, na kateri se je pridružil ostalim komentatorjem snookerja : Dennisu Taylorju, Marku Wildmanu, Ray Edmonds in Jimu Meadowcroftu. Na mestu vodilnega komentatorja za ITV je ostal do leta 1992, ko so šport izključili iz televizijskega programa. Pulman je umrl leta 1998.

## Osvojeni turnirji
- Svetovno prvenstvo - 1964 (dvakrat), 1965 (trikrat), 1966, 1968
- News of the World Championship - 1954, 1957
- World Matchplay - 1957